# 微分音
微分音（びぶんおん）は、半音よりさらに細かく分けられた音程を指す。

## 概要
平均律において半音より狭い音程のことを微分音程または微分音と呼ぶ。代表的な例として、半音をさらに半分に割った四分音、半音を3分の1に割った六分音、四分音を半分に割った八分音などがある。なおこれらの日本語での表記にはアラビア数字でなく漢数字が多く使われる。
長二度を3で割った三分音は、その音程でオクターブを均一に割ると半音が現れない。長三度と短三度の間の四分音と基音との関係を中立三度と呼ぶ。この二つはアラブ・トルコ・イランなどのイスラーム文化圏や隣接するブルガリアなどの民族音楽での調律において見られる。
トルコのオスマン古典音楽では全音を九等分した九分音（200セント÷9＝約22.22セント）にほぼ近い音程が定義（厳密にはピュタゴラス音律における長2度を九等分している。約203.910セント÷9＝約22.66セント）されるなど、世界各地の民族音楽には様々な微分音が認められるものの、西洋伝統音楽ではギリシアから輸入したエンハーモニックの概念が臨時記号の読み替え程度にしか定着しなかった。「変位して良い音名はBのみ」としたグイド・ダレッツォの六音音階の理論により移調や半音階進行に束縛がかけられ、微分音が正当性を得ることがなかったためである。カルロ・ジェズアルドが公私で作曲語法を使い分けたことも、こういった事情に因っている。

## 西洋伝統音楽における微分音
西洋において このような禁忌を破って行われた微分音の最初の探求には、エンハーモニックを解決すべく考案された16世紀のニコラ・ヴィチェンティーノによる36音音階や、17世紀のクリスティアーン・ホイヘンスによる31音音階などが存在する。しかしこれらはいずれも定着には至らなかった。
微分音が作曲上の素材として再認識されたのは20世紀に入ってからであり、アロイス・ハーバ、イワン・ヴィシネグラツキー他の人々によって、可能性が実作と理論の両面で究められた。現在では現代音楽において、幅広く聴かれるものになっている。
近年では、伝統音楽の範疇を超えたところでも実践が進み、ワルター・カーロスやハーマン・ミラー (Teamouse Chanezumi) などが可能性を追求している。ミラーのWEBサイトで、さまざまな微分音の音階がMIDIで試聴できる。
自然倍音上では、ド（和名ハ）を基音とした場合、第7倍音はシのフラット（変ロ）よりほぼ六分音、第11倍音はファのシャープ（嬰へ）よりほぼ四分音、平均律のそれより低い。よってこれらの微分音程は、平均律と自然倍音の差異として聞き取ることが可能である。また基音に対してこれらの倍音上の音程を演奏する場合は、平均律よりもこれらの微分音に相当する低さの音を演奏した方が自然倍音上にあてはまるため良く響く。訓練された弦楽器や管楽器の奏者は経験上これらの微分音の差異を心得ていることが多い。
上記の自然倍音と平均律との差異に着目した作風として、ジェルジ・リゲティの後期の作風、またスペクトル楽派の作曲家たちおよびその元祖となったジャチント・シェルシの作風が挙げられる。

## 商業音楽における微分音
クラシック音楽以外では、特撮番組『電人ザボーガー』の主題歌において見られる。この曲はヘ短調であるが、最後のドミナント和音の直前で、歌手の子門真人が変ニが2回続く部分のうち2回目をわざと四分音ほど下げている。歌詞の1番から3番までの全てのリフレインにおいて同様の歌い方をしているので、故意と確認できる。近年の作品ではKURAU Phantom Memoryのサントラ内で八分音を聞くことが出来る。

## 電子音楽における微分音
電子音楽では、セント単位のチューニングは容易に行える。そのほか周波数指定も自在にできるので、シュトックハウゼンの「Studie I&II」では12平均律をはぐれた音階を指定した。ヘルベルト・アイメルトの「アイキチクボヤマのための哀歌」では周波数指定された音階に基づく和音が出現する。

## 表記法

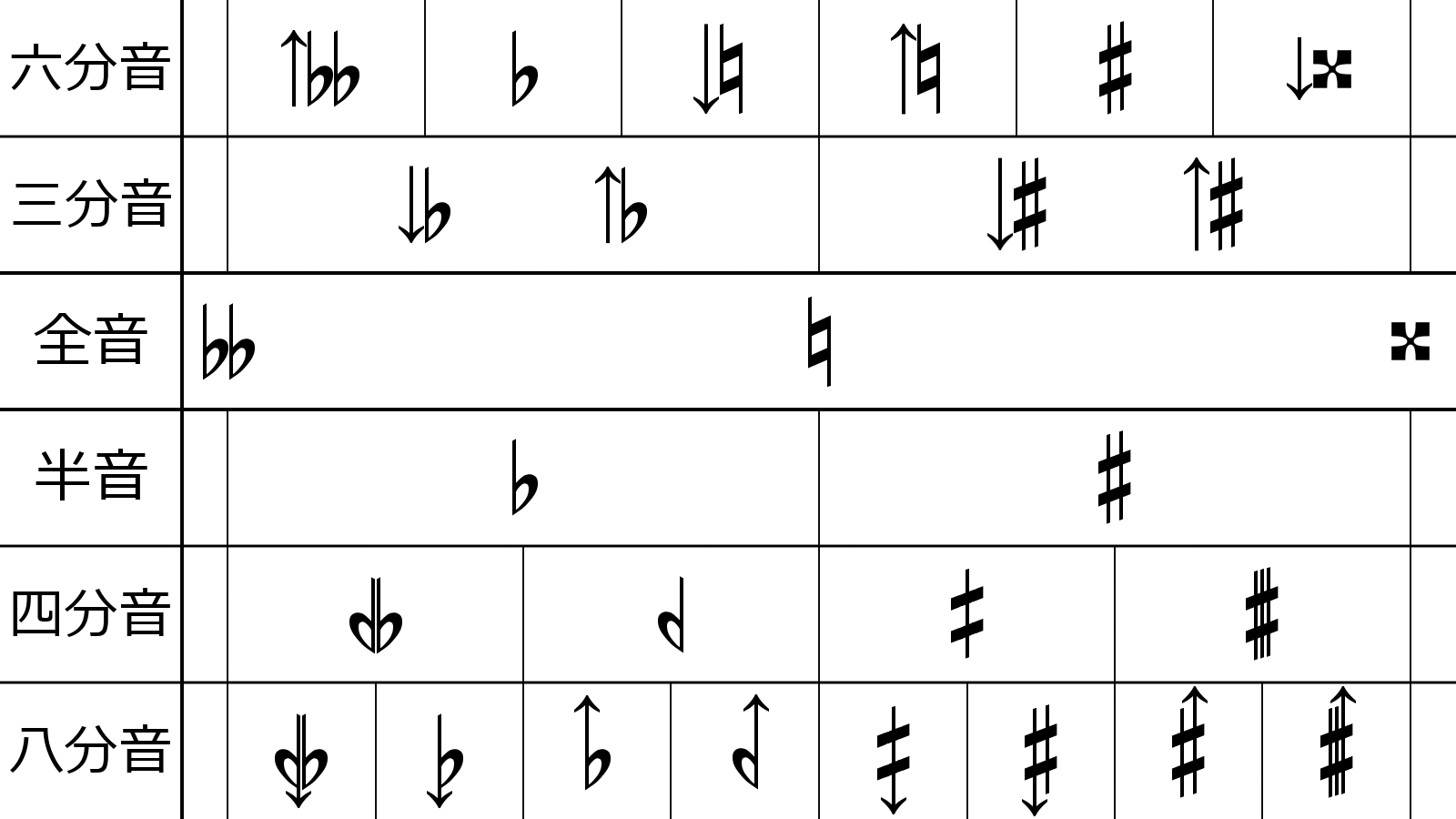

表記は作曲家によって様々であり統一されていないが、現在はフランスを中心にある程度普及された記譜法が成立している。以下はその書き方について述べる。

### 四分音
シャープ系
シャープより四分音高い：シャープの記号のうち縦線が3本
シャープより四分音低い：シャープの記号のうち縦線が1本
フラット系
フラットより四分音高い：フラットの記号の左右が逆になった記号のみを記す
フラットより四分音低い：フラットの記号の左右が逆になった記号をフラットの左に加える

### 六分音
六分音高い：上向き矢印記号を各臨時記号の左に記す
六分音低い：下向き矢印記号を各臨時記号の左に記す

### 八分音
シャープ系
シャープ系より八分音高い：シャープおよびシャープ系四分音記号の一番右の縦棒を上に伸ばし、その棒をもとに上向き矢印を加える
シャープ系より八分音低い：シャープおよびシャープ系四分音記号の一番左の縦棒を下に伸ばし、その棒をもとに下向き矢印を加える
フラット系
フラット系より八分音高い：フラットおよびフラット系四分音記号の一番左の縦棒を上に伸ばし、その棒をもとに上向き矢印を加える
フラット系より八分音低い：フラットおよびフラット系四分音記号の一番左の縦棒を下に伸ばし、その棒をもとに下向き矢印を加える

### 曲例
バルトーク作曲 ヴァイオリン協奏曲第2番では、第1楽章のカデンツァの少し前の独奏ヴァイオリンに一部、微分音の指定がある。実は無伴奏ヴァイオリンソナタの初稿のフィナーレは四分音を指定したが、改訂の際に半音に改めた。これを良しとしない奏者は初稿で弾く。

## 参考資料
- Aron, Pietro. 1523. Thoscanello de la musica. Venice: Bernardino et Mattheo de Vitali. Facsimile edition, Monuments of music and music literature in facsimile: Second series, Music literature 69. New York: Broude Brothers, 1969. Second edition, as Toscanello in musica . . . nuovamente stampato con laggiunta da lui fatta et con diligentia corretto, Venice: Bernardino & Matheo de Vitali, 1529. Facsimile reprint, Bibliotheca musica Bononiensis, sezione 2., n. 10. Bologna: Forni Editori, 1969. Online edition of the 1529 text (Italian). Third edition, as Toscanello in musica, Venice: Marchio Stessa, 1539. Facsimile edition, edited by Georg Frey. Kassel: Bärenreiter, 1970. Fourth edition, Venice, 1562. English edition, as Toscanello in music, translated by Peter Bergquist. 3 vols. Colorado College Music Press Translations, no. 4. Colorado Springs: Colorado College Music Press, 1970.
- Barbieri, Patrizio. 1989. "An Unknown 15th-Century French Manuscript on Organ Building and Tuning". The Organ Yearbook: A Journal for the Players & Historians of Keyboard Instruments 20.
- Barbieri, Patrizio. 2002. "The Evolution of Open-Chain Enharmonic Keyboards c1480–1650". In Chromatische und enharmonische Musik und Musikinstrumente des 16. und 17. Jahrhunderts/Chromatic and Enharmonic Music and Musical Instruments in the 16th and 17th Centuries. Schweizer Jahrbuch für Musikwissenschaft/Annales suisses de musicologie/Annuario svizzero di musicologia 22, edited by Joseph Willimann. Bern: Verlag Peter Lang AG. ISBN 3-03910-088-2.
- Barbieri, Patrizio. 2003. "Temperaments, Historical". In Piano: An Encyclopedia, second edition, edited by Robert Palmieri and Margaret W. Palmieri,[page needed]. New York: Routledge.
- Barbieri, Patrizio. 2008. Enharmonic instruments and music, 1470-1900. Latina: Il Levante Libreria Editrice. ISBN 978-88-95203-14-0.
- Barbieri, Patrizio, Alessandro Barca, and conte Giordano Riccati. 1987. Acustica accordatura e temperamento nell'illuminismo Veneto. Pubblicazioni del Corso superiore di paleografia e semiografia musicale dall'umanesimo al barocco, Serie I: Studi e testi 5; Pubblicazioni del Corso superiore di paleografia e semiografia musicale dall'umanesimo al barocco, Documenti 2. Rome: Edizioni Torre d'Orfeo.
- Barbieri, Patrizio, and Lindoro Massimo del Duca. 2001. "Late-Renaissance Quarter-tone Compositions (1555-1618): The Performance of the ETS-31 with a DSP System". In Musical Sounds from Past Millennia: Proceedings of the International Symposium on Musical Acoustics 2001, edited by Diego L. González, Domenico Stanzial, and Davide Bonsi. 2 vols. Venice: Fondazione Giorgio Cini.
- Barlow, Clarence (ed.). 2001. "The Ratio Book." (Documentation of the Ratio Symposium Royal Conservatory The Hague 14–16 December 1992). Feedback Papers 43.
- Blackwood, Easley. 1985. The Structure of Recognizable Diatonic Tunings. Princeton: Princeton University Press. ISBN 0-691-09129-3.
- Blackwood, Easley. 1991. "Modes and Chord Progressions in Equal Tunings". Perspectives of New Music 29, no. 2 (Summer): 166–200.
- Burns, Edward M. 1999. "Intervals, Scales, and Tuning." In The Psychology of Music, second edition, ed. Diana Deutsch. 215–64. San Diego: Academic Press. ISBN 0-12-213564-4.
- Carr, Vanessa. 2008. "These Are Ghost Punks". Vanessa Carr’s website (29 February). (Accessed 2 April 2009)
- Dumbrill, Richard J. 2000. The Musicology and Organology of the Ancient Near East, second edition. London: Tadema Press. ISBN 0-9533633-0-9.
- Fink, Robert. 1988. "The Oldest Song in the World". Archaeologia Musicalis 2, no. 2:98–100.
- Gilmore, Bob. 1998. Harry Partch: A Biography. New Haven: Yale University Press. ISBN 0-300-06521-3.
- Hesse, Horst-Peter. 1991. "Breaking into a New World of Sound: Reflections on the Austrian Composer Franz Richter Herf (1920–1989)". Perspectives of New Music 29, no. 1 (Winter): 212–35.
- Jedrzejewski, Franck. 2003. Dictionnaire des musiques microtonales [Dictionary of Microtonal Musics]. Paris: L'Harmattan. ISBN 2-7475-5576-3.
- Jedrzejewski, Franck. 2014. Dictionnaire des musiques microtonales. Nouvelle édition revue et augmentée (1892-2013) [Dictionary of Microtonal Musics]. Paris: L'Harmattan. ISBN 978-2343035406.
- Johnston, Ben. 2006. 'Maximum Clarity' and other writings on music, ed. B. Gilmore. Urbana and Chicago: University of Illinois Press.
- Landman, Yuri. [2008]. "Third Bridge Helix: From Experimental Punk to Ancient Chinese Music and the Universal Physical Laws of Consonance". Perfect Sound Forever (online music magazine) (accessed 6 December 2008).
- Landman, Yuri. n.d. "Yuichi Onoue’s Kaisatsuko" on Hypercustom.com (accessed 31 March 2009).
- Leedy, Douglas. 2001. "A Venerable Temperament Rediscovered". Perspectives of New Music 29, no. 2 (Summer): 202–11.
- Mandelbaum, M. Joel. 1961. "Multiple Division Of the Octave and the Tonal Resources of the 19 Tone Temperament". Ph.D. thesis. Bloomington: Indiana University.
- Vitale, Raoul. 1982. "La Musique suméro-accadienne: gamme et notation musicale". Ugarit-Forschungen 14: 241–63.